# Pistolet Astra 1000
Astra 1000 – hiszpański pistolet samopowtarzalny, powiększona wersja pistoletu Astra 200 przystosowana do zasilania nabojem 7,65 mm Browning. Astra 1000 była produkowana w niewielkiej liczbie i nie zdobyła większej popularności.

## Opis
Astra 1000 była bronią samopowtarzalną. Zasada działania oparta na odrzucie zamka swobodnego.
Astra 1000 była zasilana z wymiennego magazynka pudełkowego o pojemności 11 naboi, umieszczonego w chwycie.
Lufa gwintowana.
Przyrządy celownicze mechaniczne, stałe (muszka i szczerbinka).